# B'Boom: Live in Argentina
| 평가 점수 | 평가 점수 |
| 출처      | 점수      |
| --------- | --------- |
| Allmusic  | [ 1 ]     |

《B'Boom: Live in Argentina》는 1995년 8월 22일에 발매된 영국의 프로그레시브 록 밴드 킹 크림슨의 라이브 음반이다. 1994년 10월 6일부터 10월 16일까지 아르헨티나 부에노스아이레스의 브로드웨이 극장에서 코르도바에서 녹음된 〈Heartbeat〉를 제외한 모든 곡들이 녹음되었다.

## 배경
1994년 말 킹 크림슨의 아르헨티나 공연은 10년 만에 처음으로 열린 라이브 공연이었다. 《B'Boom》이 발매되기 전, 이 투어의 라이브 녹음은 이탈리아의 한 해적판 회사에 의해 불법 판매되었다. 해적판의 가격은 영국 파운드 28파운드였고, 음질은 "어렵다"고 말했다. 《B'Boom》의 녹음은 사운드보드 믹스에서 가져온 것이다. 하지만, 이 음반은 DGM이 이탈리아 해적판에 대항하기 위해 서둘러 발행했고, 그들은 《THRAK》 음반에서 직접 라인업과 기악 크레딧을 이식했다. 그 결과, 로버트 프립의 "멜로트론"의 크레딧은 비록 《THRAK》에 멜로트론이 있고, 《B'Boom》에는 없으며, 이번 아르헨티나 투어에도 사용되지 않았다.

## 곡 목록
모든 곡들은 특별한 언급이 없는 한 아드리안 벨류, 빌 브루포드, 로버트 프립, 트레이 건, 토니 레빈 그리고 팻 마스텔로토에 의해 작사/작곡하였다.
| #   | 제목                          | 작사·작곡                  | 재생 시간 |
| --- | ----------------------------- | -------------------------- | --------- |
| 1.  | 〈VROOOM〉                    |                            | 7:07      |
| 2.  | 〈Frame by Frame〉            | 벨류, 브루포드, 프립, 레빈 | 5:24      |
| 3.  | 〈Sex Sleep Eat Drink Dream〉 |                            | 4:48      |
| 4.  | 〈Red〉                       | 프립                       | 6:08      |
| 5.  | 〈One Time〉                  |                            | 5:35      |
| 6.  | 〈B'Boom〉                    |                            | 6:47      |
| 7.  | 〈THRAK〉                     |                            | 6:28      |
| 8.  | 〈Improv - Two Sticks〉       | 건, 레빈                   | 1:25      |
| 9.  | 〈Elephant Talk〉             | 벨류, 브루포드, 프립, 레빈 | 4:25      |
| 10. | 〈Indiscipline〉              | 벨류, 브루포드, 프립, 레빈 | 7:20      |

| #  | 제목                                  | 작사·작곡                                         | 재생 시간 |
| -- | ------------------------------------- | ------------------------------------------------- | --------- |
| 1. | 〈VROOOM VROOOM〉                     |                                                   | 6:18      |
| 2. | 〈Matte Kudasai〉                     | 벨류, 브루포드, 프립, 레빈                        | 3:36      |
| 3. | 〈The Talking Drum〉                  | 벨류, 데이비드 크로스, 프립, 제이미 뮤어, 존 웨튼 | 5:44      |
| 4. | 〈Larks' Tongues in Aspic (Part II)〉 | 프립                                              | 7:30      |
| 5. | 〈Heartbeat〉                         | 벨류, 브루포드, 프립, 레빈                        | 3:51      |
| 6. | 〈Sleepless〉                         | 벨류, 브루포드, 프립, 레빈                        | 6:05      |
| 7. | 〈People〉                            |                                                   | 5:22      |
| 8. | 〈B'Boom (Reprise)〉                  |                                                   | 4:16      |
| 9. | 〈THRAK〉                             |                                                   | 5:33      |

## 차트
| 차트 (1995년) | 순위 |
| ------------- | ---- |
| 일본 (오리콘) | 67   |